# Frédéric Gros
Pour les articles homonymes, voir Gros.
 (novembre 2019).
Frédéric Gros, né le 30 novembre 1965 à Saint-Cyr-l’École, est un philosophe français, spécialiste de Michel Foucault. Il est professeur de pensée politique à l'Institut d'études politiques de Paris et chercheur au Centre de recherches politiques de Sciences Po.

## Biographie

### Jeunesse et études
En 1986, il entre à l’École normale supérieure. Il est reçu à l'agrégation de philosophie en 1990. 
Il soutient une thèse de doctorat en philosophie à l'université Paris-Est-Créteil-Val-de-Marne en 1999, intitulée  Théorie de la connaissance et histoire des savoirs dans les écrits de Michel Foucault : de L'histoire de la folie à L'archéologie du savoir, sous la direction de Claude Imbert. Il est habilité à diriger des recherches.

### Parcours professionnel
Frédéric Gros a enseigné une vingtaine d'années à l'université Paris-Est-Créteil-Val-de-Marne.
Il est aujourd'hui professeur des universités à l'Institut d'études politiques de Paris. Il y donne le cours de philosophie politique de première année, intitulé « Humanités politiques : catastrophe et responsabilité. ».

## Ouvrages
- Michel Foucault, Paris, Presses universitaires de France, coll. « Que sais-je ? », 1996, 1re éd., 126 p. (ISBN 978-2-13-047686-3 et 2130476864)
- Foucault et la folie, Paris, Presses universitaires de France, coll. « Philosophies », 1997, 1re éd., 126 p. (ISBN 978-2-13-049075-3 et 2130490751)
- Avec Antoine Garapon et Thierry Pech, Et ce sera justice. Punir en démocratie, Paris, Odile Jacob, 2001, 330 p. (ISBN 978-2-7381-1022-0 et 2738110223)
- (dir.), Foucault. Le courage de la vérité, Presses universitaires de France, coll. « Débats philosophiques », Paris, 2002, 168 p.  (ISBN 2130523315)
- États de violence : essai sur la fin de la guerre, Paris, Gallimard, 2006, 304 p. (ISBN 978-2-07-077451-7 et 2070774511)
- Marcher, une philosophie (*), Paris, Carnets Nord, 2008, 304 p. (ISBN 978-2-35536-008-4)
- Le Principe sécurité (*), Paris, Gallimard, 2012, 304 p. (ISBN 978-2-07-013350-5)
- Possédées (roman), Paris, Albin Michel, 2016, 280 p. (ISBN 978-2-226-32880-9)
- Désobéir (*), Paris, Albin Michel, 2017, 144 p. (ISBN 978-2-226-39528-3)
- Le Guérisseur des Lumières (roman), Paris, Albin Michel, 2019, 176 p. (ISBN 978-2-226-44387-8)
- La honte est un sentiment révolutionnaire, Paris, Albin Michel, 2021, 234 p. (ISBN 9782226445797)
- Pourquoi la guerre ? (essai), Paris, Albin Michel, janvier 2023, 162 p. (ISBN 978-2226478719)
- La première histoire, Albin Michel, 2024 (ISBN 978-2-226-46984-7)

(*) Ces trois titres sont traduits en anglais chez l'éditeur Vergo.

## Prix
- Prix Bordin 2007 de l’Académie des sciences morales et politiques
- Prix du livre incorrect 2018[7]
- Prix lycéen du livre de philosophie 2019[8]